# Таманьо, Франческо
Франче́ско Тама́ньо (итал. Francesco Tamagno; 28 декабря 1850[…], Турин — 31 августа 1905[…], Варезе, Ломбардия) — крупнейший итальянский оперный тенор конца XIX века. Особенно успешно исполнял героико-драматические теноровые партии в операх Верди, а партию Отелло в одноимённой опере исполнил первым.

## Биография
Пению обучался под руководством Карло Педротти, капельмейстера туринского театра Реджо. После завершения обучения был принят туда как хорист, а затем стал компримарио. В Реджо дебютировал в 1870 году в опере «Полиевкт» Доницетти.
В 1874 году стал солистом театра Беллини в Палермо. Выступал почти во всех крупных городах Италии: в Ровиго, Риме, Турине, Флоренции, Неаполе и Венеции. В 1877 году в миланском театре «Ла Скала» с большим успехом исполнил партию Васко да Гама в «Африканке» Мейербера. 
В течение всей жизни с большим успехом гастролировал: в Лиссабоне, Рио-де-Жанейро, Буэнос-Айресе, Барселоне, Мадриде, Лондоне, Монте-Карло и т. д. В Нью-Йорке выступал в театре «Метрополитен-опера». В России выступал в Москве (1894) и Санкт-Петербурге (1895-96). Воспоминания о его выступлениях оставил Константин Станиславский:
До его первого выступления в Москве он не был достаточно рекламирован. Ждали хорошего певца — не больше. Таманьо вышел в костюме Отелло, со своей огромной фигурой могучего сложения, и сразу оглушил всесокрушающей нотой. Толпа инстинктивно, как один человек, откинулась назад, словно защищаясь от контузии. Вторая нота — еще сильнее, третья, четвертая — еще и еще, — и когда, точно огонь из кратера, на слове «му-сульма-а-а-не», вылетела последняя нота, публика на несколько минут потеряла сознание. Мы все вскочили. Знакомые искали друг друга, незнакомые обращались к незнакомым с одним и тем же вопросом: «Вы слышали? Что это такое?» Оркестр остановился, на сцене смущение. Но вдруг, опомнившись, толпа ринулась к сцене и заревела от восторга, требуя «биса».«Моя жизнь в искусстве»
На протяжении десятилетий газеты наперебой обсуждали колоссальные гонорары, которые запрашивал Таманьо. Он часто выступал перед коронованными особами, а в 1880 году в газетах сообщалось, что король Португалии даже написал королю Италии письмо с жалобой на то, что Милан «украл» у Лиссабона тенора Таманьо.
Холостяк Таманьо в одиночку воспитывал дочь Маргариту. Несмотря на большую известность и финансовое благополучие, Таманьо сохранил особенно бережливый и экономный уровень жизни (во время частых поездок останавливался только в отелях среднего и низкого уровня, на поезде путешествовал всегда во втором классе и т.д.), что дало повод для обвинений в скупости. На самом деле отложенные средства Таманьо тратил на благотворительность.
Покинул сцену в 1904 году и скончался 31 августа 1905 года в Варезе на принадлежавшей ему вилле Маргерита. Похоронен в помпезном мавзолее на Монументальном кладбище Турина.

## Творчество
Таманьо признаётся одним из лучших теноров в истории оперного театра. Он обладал феноменальным по силе звука голосом светлого и прозрачного тембра. Имел лёгкий верхний регистр и плотные, насыщенные средний и нижний регистры, могучее дыхание и безупречную дикцию. Фёдор Шаляпин свидетельствовал: «Таманьо — это исключительный, я бы сказал, вековой голос». Принято считать, что Таманьо обладал сценическим талантом и что его движения на сцене были выразительны, однако Станиславский, при всех выдающихся вокальных данных, признавал его «плохим актёром» и «посредственным музыкантом», который «детонировал, фальшивил, попадал не в такт, ошибался в ритме».
Верди избрал Таманьо в качестве первого исполнителя роли Отелло на мировой премьере этой оперы (1887, «Ла Скала»), которой сам же и дирижировал. Среди других известных партий Таманьо: Арнольд («Вильгельм Телль»), Эдгар («Лючия ди Ламмермур»), Дженнаро («Лукреция Борджа»), Ричард («Бал-маскарад»), Эрнани («Эрнани»), Дон Карлос («Дон Карлос»), Радамес («Аида»), Габриэле Адорно («Симон Бокканегра»), Манрико («Трубадур»), Энцо («Джоконда» Понкьелли), Васко де Гамма («Африканка»), Роберт («Роберт-Дьявол»), Рауль («Гугеноты»), Иоанн Лейденский («Пророк»). Часто его партнёршей выступала Эльвира Репетто-Тризолини, выдающееся колоратурное сопрано того времени.
В конце карьеры выступал и в первых веристских операх («Сельская честь», «Медичи», «Андре Шенье» и т. д.). В 1903 году некоторые оперные фрагменты в его исполнении были записаны на пластинку.